# Communauté de communes du Valromey
Die Communauté de communes du Valromey ist ein ehemaliger französischer Gemeindeverband mit Rechtsform einer Communauté de communes im Département Ain, dessen Verwaltungssitz sich in der Stadt Champagne-en-Valromey befand.
Der Gemeindeverband bestand aus zwölf Gemeinden und zählte 4.076 Einwohner (Stand 2013) auf einer Fläche von 239,0 km2. Präsident des Gemeindeverbandes war zuletzt Alain Bertolino.

## Geschichte
Die Communauté de communes du Valromey entstand am 1. Januar 2002 mit erweiterten Kompetenzen aus einer seit Beginn der 1990er Jahre bestehenden Zusammenarbeit. Zwischen 2002 und 2006 wurden die Kompetenzen mehrmals erweitert. Seit dem Beitritt der Gemeinden Talissieu und Grand-Abergement (am 24. November 2009) sowie Lompnieu und Songieu (am 1. Juli 2010) umfasste der Gemeindeverband ein zusammenhängendes geographisches Gebiet. Im Zuge der Neugliederung mehrerer Gemeindeverbände im Département Ain trat die Gemeinde Artemare am 1. Januar 2014 aus und wechselte zum Gemeindeverband Bugey Sud. Mit Wirkung vom 1. Januar 2017 wurde der Gemeindeverband aufgelöst und seine Gemeinden in die Communauté de communes Bugey Sud integriert.

## Aufgaben
Zusätzlich zu den vorgeschriebenen Kompetenzen im Bereich Wirtschaft, Tourismus und Raumplanung übernahm der Gemeindeverband außerdem den Umweltschutz und den Bau und Unterhalt von Schulgebäuden und von Einrichtungen für Schülerbetreuung außerhalb des Unterrichts.

## Ehemalige Mitgliedsgemeinden
Folgende 12 Gemeinden gehören der Communauté de communes du Valromey an:
| Gemeinde              | Einwohner 1. Januar 2022 | Fläche km² | Dichte Einw./km² | Code INSEE | Postleitzahl |
| --------------------- | ------------------------ | ---------- | ---------------- | ---------- | ------------ |
| Arvière-en-Valromey   | 715                      | 12,6       | 57               | 01453      | 01260        |
| Brénaz                | 96                       | 9,8        |                  | 01059      | 01260        |
| Champagne-en-Valromey | 826                      | 18,2       | 45               | 01079      | 01260        |
| Chavornay             | 219                      | 7,8        |                  | 01097      | 01510        |
| Haut Valromey         | 777                      | 28,4       | 27               | 01187      | 01260        |
| Lochieu               | 96                       | 7,1        |                  | 01218      | 01260        |
| Lompnieu              | 115                      | 11,4       |                  | 01221      | 01260        |
| Ruffieu               | 174                      | 14,0       | 12               | 01330      | 01260        |
| Sutrieu               | 214                      | 19,1       |                  | 01414      | 01260        |
| Talissieu             | 514                      | 4,8        | 107              | 01415      | 01510        |
| Valromey-sur-Séran    | 1.350                    | 19,8       | 68               | 01036      | 01260        |
| Vieu                  | 376                      | 6,5        |                  | 01442      | 01260        |